# Городище (Цвылёвское сельское поселение)
Городище — деревня в Цвылёвском сельском поселении Тихвинского района Ленинградской области.

## История
Усадище Городище упоминается в переписи 1710 года в Ильинском Сяськом погосте Нагорной половины Обонежской пятины.
Деревня Городище обозначена на «Специальной карте западной части России» Ф. Ф. Шуберта 1844 года.

ГОРОДИЩЕ — деревня Вальского общества, Ильинско-Сяського прихода. Река Сясь.

Крестьянских дворов — 15. Строений — 31, в том числе жилых — 15.

Число жителей по семейным спискам 1879 г.: 32 м. п., 36 ж. п.; по приходским сведениям 1879 г.: 36 м. п., 36 ж. п.

В конце XIX — начале XX века деревня относилась к Сугоровской волости 1-го земского участка 1-го стана Тихвинского уезда Новгородской губернии.
В начале XX века в ½ версте от деревни близ реки Сясь находилось городище прямоугольной формы, а близ деревни — курганы.

ГОРОДИЩЕ — деревня Вальского общества, дворов — 10, жилых домов — 10, число жителей: 32 м. п., 52 ж. п.
 
Занятия жителей — земледелие, лесные промыслы. Река Сясь. (1910 год)

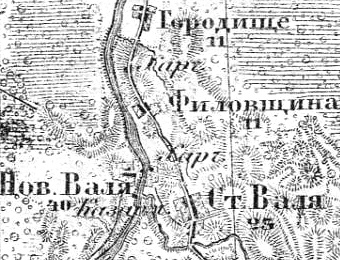
Деревня Городище на карте 1913 года

Согласно карте Петроградской и Новгородской губерний 1913 года деревня Городище насчитывала 11 крестьянских дворов.
Согласно карте Ленинградской области Северо-западного аэрогеодезического треста ГГУ издания 1932 года деревня насчитывала 8 крестьянских дворов.
По данным 1933 года деревня Городище входила в состав Вальского сельсовета.
По данным 1966, 1973 и 1990 годов деревня Городище входила в состав Ильинского сельсовета.
В 1997 году в деревне Городище Ильинской волости проживали 20 человек, в 2002 году — 14 человек (все русские).
В 2007 году в деревне Городище Цвылёвского СП проживали 11 человек, в 2010 году — 5.

## География
Деревня расположена в западной части района на автодороге А114 (Вологда — Новая Ладога).
Расстояние до административного центра поселения — 23 км.
Расстояние до ближайшей железнодорожной станции Валя — 7 км.
Деревня находится на правом берегу реки Сясь.

## Демография
| 1879 | 1910 | 1997 | 2002 | 2007 | 2010 | 2017 |
| ---- | ---- | ---- | ---- | ---- | ---- | ---- |
| 68   | ↗84  | ↘20  | ↘14  | ↘11  | ↘5   | ↗10  |

### Национальный состав
Согласно данным Всероссийской переписи населения 2021 года в деревне проживали 10 человек, все русские.

## Улицы
Садовая.